# Breguet Atlantic
Pour les articles homonymes, voir Atlantic.
Le Breguet Br 1150 Atlantic est un avion de patrouille maritime, conçu par Breguet Aviation et produit par la SECBAT, société européenne de construction du Breguet Atlantic. Il est produit à partir de 1963 par la société Avions Marcel Dassault-Breguet Aviation (AMD-BA) devenue en 1990 Dassault Aviation. Il a été construit à 115 exemplaires en deux générations d'appareils et mis en service par cinq pays.
L'Atlantique 2, ou en abrégé ATL2, seconde version du Br 1150 Atlantic, est actuellement en service dans l'aéronautique navale française. L'orthographe du nom de l'avion a été modifiée de la main du président de la République François Mitterrand (Atlantique au lieu de Atlantic). Pour la France, il s’agit d’un programme majeur, les avions de patrouille maritime sont cruciaux pour la protection des sous-marins de la Force océanique stratégique (FOST).

## Conception
À la fin des années 1950, les sous-marins performants et nombreux de la marine soviétique font peser une menace croissante sur les marines de l'OTAN. Il apparaît que les Lockheed P2V-6 et P2V-7 Neptune, d'origine américaine, ne satisferont bientôt plus aux besoins de la lutte anti-sous-marine en matière d'efficacité dans un conflit avec l'URSS. En 1956, le Conseil de l'Atlantique Nord émet une fiche programme visant à réaliser un avion de patrouille maritime et de lutte anti-sous-marine à long rayon d'action, destiné aux membres de l'Otan.

### Le Br 1150 Atlantic (ATL1)

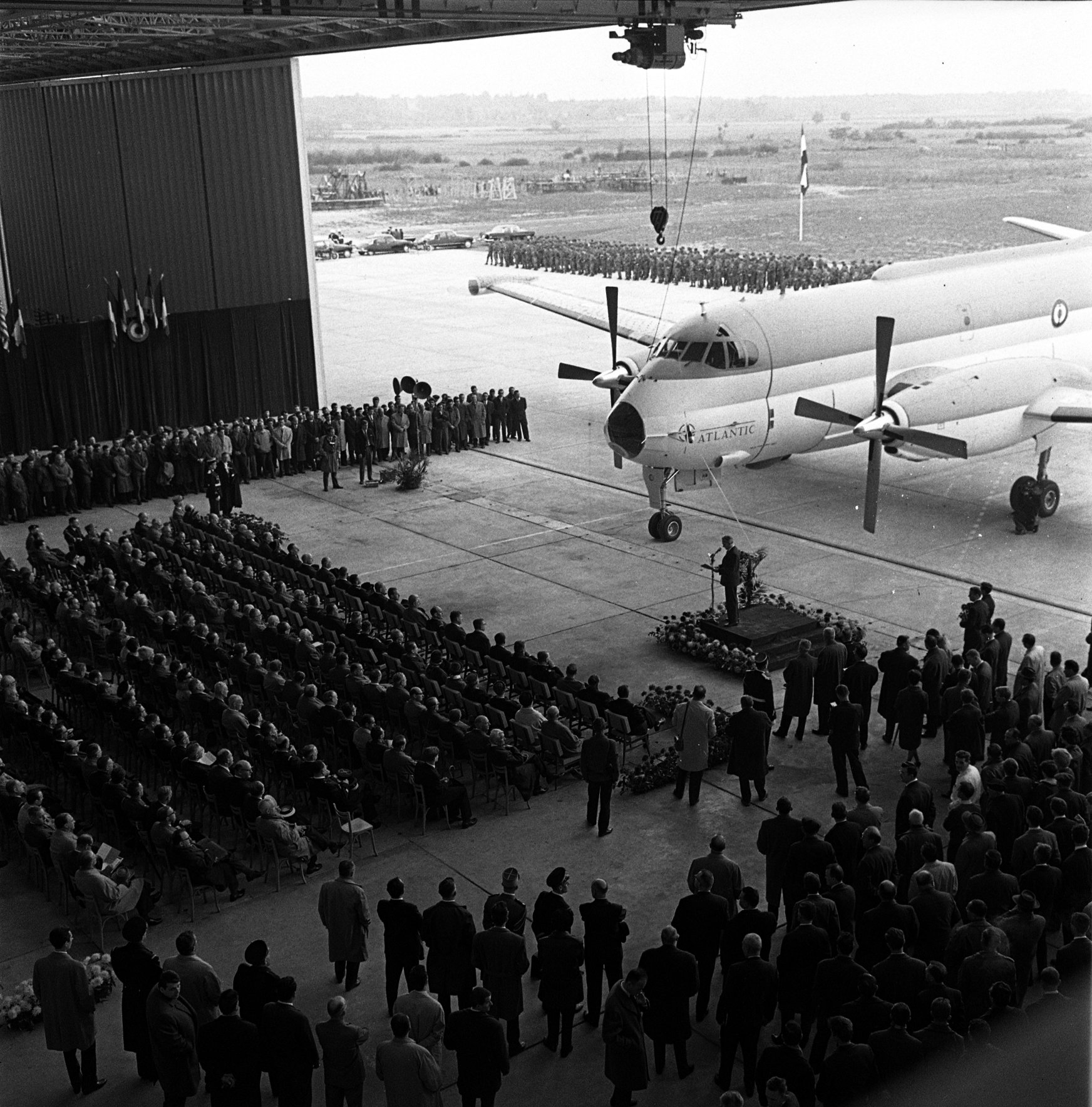
Cérémonie de baptême le 3 novembre 1961 aux Ateliers Breguet (Colomiers)

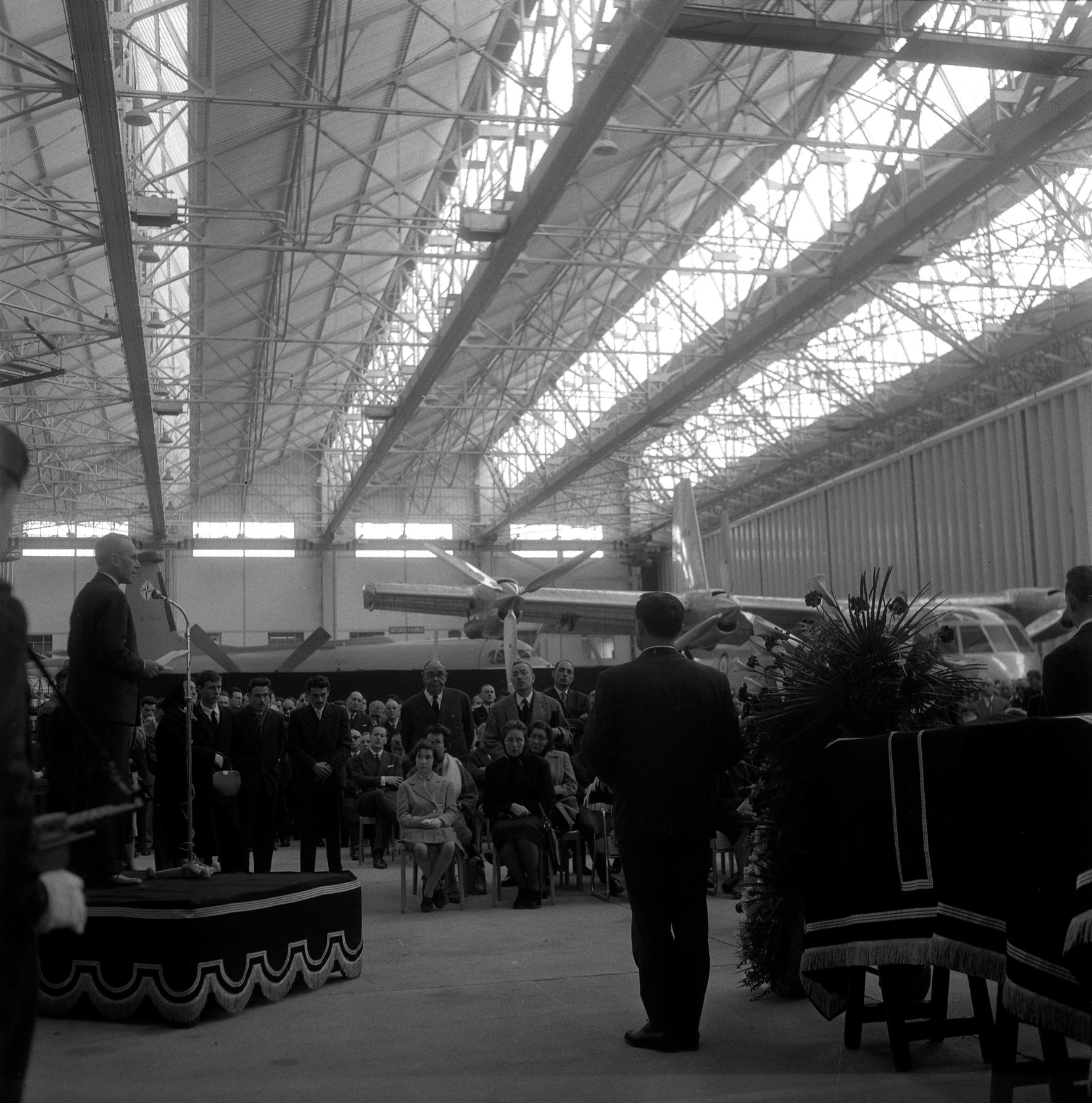
Obsèques des trois membres d'équipage du Breguet Atlantic, le 21 avril 1962

Le programme Breguet Br 1150 Atlantic (biturbopropulseur Rolls-Royce Tyne) est sélectionné en 1959 parmi vingt-quatre projets en compétition (présentés par neuf pays membres de l'Otan). En 1967, la société Dassault qui reprend Breguet-Aviation hérite de deux programmes en cours de cette société, l'Atlantic et le Jaguar.
Le Breguet Br 1150 Atlantic a la particularité d'être le premier avion de patrouille maritime au monde spécialement conçu pour sa mission et non dérivé d'un avion commercial civil. Première opération de coopération européenne sur ce type d'avion (Fokker, Dornier, SABCA, Rolls-Royce, MTU, etc.), le programme bénéficie d'une certaine identité de vue des marines de guerre sur la lutte anti-sous-marine. La société Breguet est désignée comme maître d'œuvre technique de l'appareil. Cette société a acheté 13 hectares en bordure de l'aéroport de Toulouse-Blagnac, sur ce terrain, 3 100 mètres carrés de bâtiments furent construits pour l'avion Atlantic, l'usine existante de Toulouse-Montaudran se révélant trop exiguë pour ce nouvel appareil. Le 2 octobre 1961, la Société européenne de construction de l'avion Breguet Atlantic (SECBAT) est créée. Quatre prototypes sont réalisés. Le premier vole à Toulouse, le 21 octobre 1961, aux mains de Bernard Witt avec René Périneau et Romeo Zinzoni. Il est l'objet le 3 novembre 1961 à Colomiers d'une cérémonie officielle de baptême en présence de Pierre Messmer, alors Ministre des Armées, et de son épouse, marraine de l'avion.
Le programme est endeuillé le 19 avril 1962 avec le crash du deuxième exemplaire. Celui-ci se brise en vol au-dessus de la commune de Revel, tuant ainsi les trois membres d'équipage (Yves Brunaud, Alain Richard et Rémy Raymond). Les obsèques ont lieu à Colomiers le 21 avril, au cours desquelles Henri Ziegler (président de Breguet Aviation) prononce les éloges funèbres et la légion d'honneur est décernée à titre posthume aux pilotes.
La commande officielle de la première tranche est passée le 6 juin 1963 : 20 avions pour la France, ultérieurement portée à 40 appareils, et 20 pour la Bundesmarine. Les deux premiers avions de série sont livrés, le no 1 à la France, le no 2 à l'Allemagne de l'Ouest le 10 décembre 1965 sur la BAN Nîmes-Garons. Pour les quarante premiers avions, la France reçoit les numéros de série impairs, et l'Allemagne de l'Ouest les numéros pairs, certains de ces derniers seront ultérieurement équipés pour effectuer du renseignement électronique. Le dernier des 60 appareils est livré à la fin de 1968 au moment où la Koninklijke Marine néerlandaise décide d'en acquérir neuf. La Marine française lui en vend aussitôt quatre qu'elle reçoit à partir de juin 1969, les cinq autres proviennent d'une deuxième série lancée en janvier 1972. Le 25 octobre 1968, l'Armée de l'air italienne décide d'acheter à son tour l'appareil et s'associe au consortium européen avec Aeritalia et Alfa Romeo. La production est relancée pour 18 exemplaires, plus quatre destinés à remplacer ceux vendus par la France aux Pays-Bas. En 1971, la marine française dispose de 35 appareils en service. En 1976, elle cède trois de ses appareils au Pakistan. De leur côté, les États-Unis, qui avaient initialement participé au développement du Br 1150 Atlantic et financé son développement, se concentrent sur celui du Lockheed P-3 Orion qui correspond mieux à leurs besoins de patrouille maritime à plus longue distance (10 371 km.) La concurrence débute.
Au terme de la carrière opérationnelle du Breguet Br 1150 Atlantic dans la Koninklijke Marine en 1985, celle-ci revend les six exemplaires restant et à bout de souffle à la France qui les a acquis pour augmenter son stock de volants et rechanges spécifiques et acquiert huit Orion aux États-Unis d'Amérique que la Deutsche Marine de la République fédérale d'Allemagne réunifiée a racheté ensuite d'occasion.
Le Br 1150  Atlantic 1 a été produits à 87 exemplaires de série tous similaires, en plus de 4 prototypes ; aéronef anti-sous-marin de l'OTAN d'une masse normale au décollage de 43,5 tonnes ; emport en soute sous trois portiques de torpilles L4, Mk 44, puis Mk 46, de grenades anti-sous-marines Mk 54 et Mk-101 (non utilisée), de bombes, de bouées sonores taille B, de lance-bombettes d'exercice, de conteneurs SAMAR ou SATER pour le sauvetage des naufragés ; emport sous voilure de missiles AS-12 puis AS-37 Martel et d'un ballonnet Breguet contenant des caméras photographiques ;

### L’Atlantique 2 (ATL2)
Au milieu des années 1970, compte tenu du vieillissement du parc des Br 1150 Atlantic et pour faire face à l'évolution des menaces nouvelles des sous-marins et navires de surface, la Marine française décide de mettre en service une nouvelle génération d'Atlantic. Deux prototypes Atlantique 2 (ATL2) sont réalisés à partir de deux Atlantic de première génération (no 42 et 69). Le premier effectue son premier vol à Toulouse-Blagnac le 8 mai 1981 aux mains de Jacques Jesberger, de l'ingénieur d'essai Jean-Pierre Bussenot et du mécanicien d'essai Pierre Harquin. En juin 1982, le ministère de la défense français annonce le lancement officiel de la production de l'Atlantique 2. Le marché d'industrialisation est notifié en mai 1984. L'Atlantique 2 est produit, pour la cellule, par un consortium proche de celui qui avait produit l'ATL1 (Dornier et MBB pour la RFA, Dassault et l'Aérospatiale pour la France, Aeritalia pour l'Italie et SABCA-SONACA pour la Belgique). Mais aucun des pays européens participant à sa fabrication ne s'est porté acquéreur de cette nouvelle version. Alors qu'un total de 42 Atlantique 2 avait été initialement prévu pour la France, remplaçant à la fois les Br 1150 Atlantic et les P-2V7 Neptune ;  le programme a été arrêté après la livraison du 28e exemplaire.
L'ATL2, produit à 28 exemplaires depuis sa mise en service en 1991, a réalisé plus de 100 000 heures de vol. C'est une version profondément modifiée de l'ATL1. Il en conserve la majeure partie de la cellule et les moteurs, à l'exception du groupe auxiliaire de puissance dont la puissance a été portée à 60 kW. Le système d'armes, à vocation anti-surface et anti-sous-marine, a été complètement modifié : tous les capteurs ont été changés, auxquels ont été adjoints un système de traitement de données et un bus numérique. L'ATL2 peut emporter, en soute exclusivement, jusqu'à 2 AM-39 Exocet, jusqu'à 8 torpilles Mk 46 ou MU90, ou un panachage (1 Exocet et 3 torpilles), des grenades, des bombes GBU12, GBU58, des lance-bombettes d'exercice, des conteneurs SAMAR ou SATER ; une capacité de largage de bombes guidées laser a été récemment ajoutée. La masse normale au décollage est portée à 46 tonnes, l'autonomie standard est de 12 h, dont 8 h de patrouille à la vitesse optimale (qui consomme 1 200 kg de kérosène à l'heure) de 180 nœuds (333 km/h) sur une zone à 500 nautiques (926 km) de sa base avec 4 h de transit à 270 nœuds (500 km/h). La vitesse maximale est de 350 nœuds (648 km/h). Le domaine de vol autorisé va de 100 pieds d'altitude (30 m) à 30 000 pieds (9 144 m), bien que les vols au-delà de 26 000 pieds (7 925 m) soient exceptionnels. Les bouées peuvent être larguées jusqu'à 15 000 pieds (3 048 m) mais l'altitude idéale pour obtenir une bonne précision de largage est 1 000 pieds (305 m), avec une limite basse de 500 pieds (152 m). Le radar DRAA-10B Iguane à compression d'impulsion est capable de détecter des cibles de très faibles dimensions même par mer forte. La portée peut atteindre 30 nautiques (56 km) sur un tube d'air de sous-marin, 60 nautiques (111 km) sur un patrouilleur rapide et 120 nautiques (222 km) sur un navire marchand.
En 2007, les Atlantique 2 de la marine française ont été rénovés, en recevant notamment une nouvelle avionique de bord et un complément d'équipement du système d'armes. La nouvelle avionique de bord met l'appareil en conformité avec les normes OACI afin de faciliter ses vols de transit en circulation aérienne générale. Le premier appareil ainsi modifié porte le numéro de cellule M1. Après un chantier de modification de plus d'un an sur le site de la Direction des essais en vol de Dassault Aviation à Istres, il a effectué son premier vol le 18 juin 2009.
Depuis le mois de juillet 2008, les Atlantique 2 ont reçu un complément de capacité de bombardement qui leur permet d'emporter en soute et de larguer quatre bombes à guidage laser GBU-12 Paveway II. Cette capacité, qui n'est pas intégrée au système d'armes, a été mise en œuvre lors de l'opération Serval pour la libération du Mali pendant laquelle les Atlantique 2 ont tiré plusieurs bombes à guidage laser sur des positions ennemies. La capacité de tirer en toute autonomie avec l'utilisation d'un pod de désignation laser ne sera acquise que lors de la livraison des ATL2 rénovés en 2017. En attendant l'éclairage laser nécessaire au guidage de la bombe est effectué par un autre avion, un drone ou un TacP (contrôleur aérien avancé) au sol . Depuis novembre 2014, l'Atlantique 2 a repris le guidage d'avions de reconnaissance et la frappe au sol initié en 1977 par le Breguet Atlantic en 1977 en Mauritanie et au Tchad. En juin 2015, l'Atlantique 2 fait le premier tir opérationnel de la torpille MU90. En août 2015, il largue ses premières bombes laser GBU-12 durant l'opération Chammal.
En 2013, la DGA a notifié une commande d’un coût de 700 millions d’euros pour rénover 15 des 22 ATL2 encore en ligne dans l'aéronavale française et leur permettre rester opérationnels au-delà de 2030.
En 2018, le nombre d'avions à rénover a été porté à 18 appareils plus le traitement des obsolescence sur 4 appareils qui ne feront que des missions de surveillance maritime, pour un budget total de 845 millions d’euros.
Le premier appareil rénové a été livré en 2019, le troisième en avril 2020, les suivants arrivant au rythme de deux à trois avions par an, le neuvième est livré le 21 juillet 2022, le quinzième devant être livré vers 2023, le dix-huitième vers 2025. Les principales améliorations sont.
- remplacement du radar DRAAA-10B Iguane par le nouveau radar à antenne active Searchmaster (AESA), qui utilise les technologies du radar RBE2 AESA du Rafale qui apporte de multiples améliorations : portée augmentée, couverture à 360° degrés, balayage électronique vertical, permettant de couvrir simultanément des distances courtes et longues avec une détection assurée dans des conditions d’environnement extrêmes. Ce radar multifonction, d'un poids très léger de 75 kg, assurera les missions de lutte anti-sous-marine, de lutte antisurface, de patrouille maritime, de lutte aéroterrestres et de support aérien tactique. Il sera également en mesure de repérer des aéronefs, y compris de petits engins volant à très basse altitude, comme des drones[15]. Il peut poursuivre simultanément 1 000 pistes et, selon la DGA, offrirait dans ce domaine aux ATL2 rénové des capacités comparables à celles des P-8A Poseidon américains[16]. Le premier vol d'un ATL2 équipé d'un radar Searchmaster est effectué le 29 janvier 2016[17] ;
- ajout d’une boule optronique électro-optique Wescam MX-20D qui permet aussi la désignation de cibles et la réalisation de bombardement en autonomie grâce à l’emport de bombes guidées par laser GBU12[17] ;
- remplacement des consoles de visualisation tactique du système d'armes utilisant le LOTI (Logiciel opérationnel de traitement de l’information) par un nouveau modèle offrant une représentation plus élaborée de la situation tactique[17] ;
- modernisation des moyens de lutte anti-sous-marine avec un nouveau sous-système de traitement acoustique numérique utilisant de nouvelles bouées acoustiques avec un système de traitement de données multistatique, avec positionnement par satellite et possibilité de les faire dialoguer entre elles afin d’améliorer l'analyse des bruits[17].

## Opérateurs

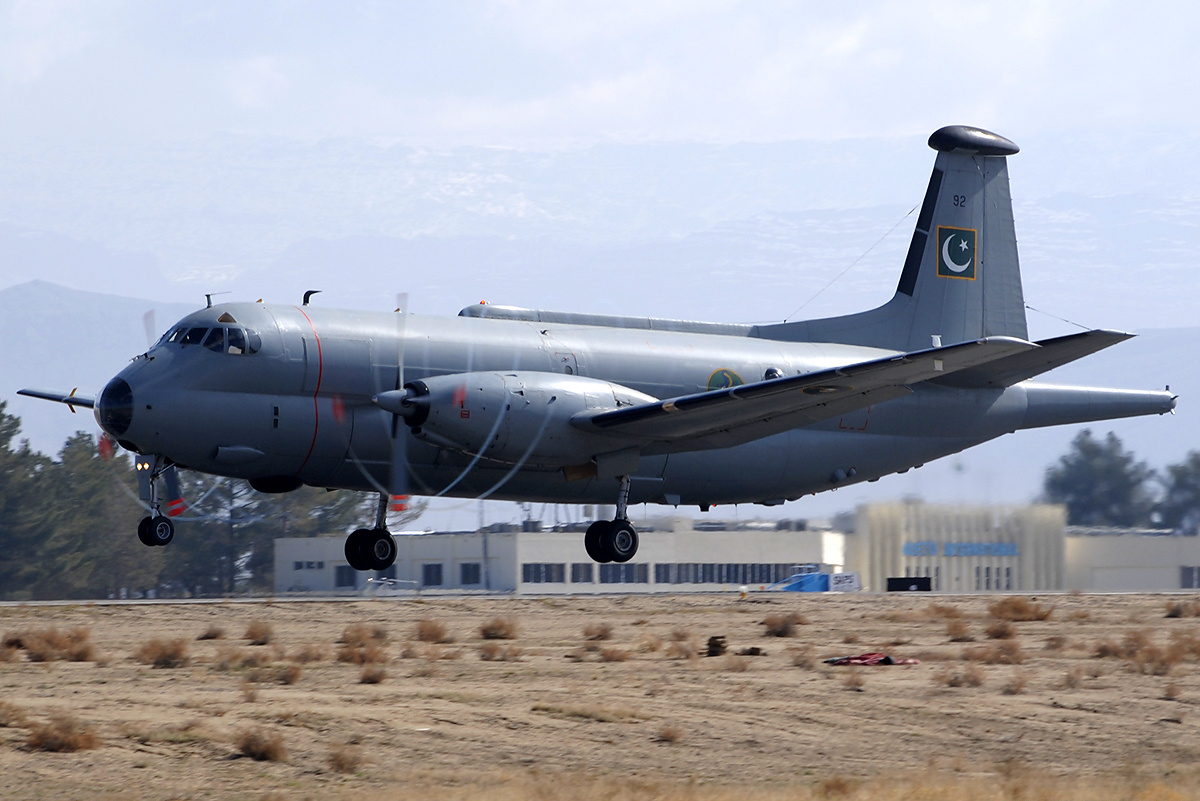
Un Atlantic pakistanais.

- Allemagne : la Deutsche Marine (Marineflieger) a remplacé ses 20 Atlantic, à partir de juin 2006, par 8 Lockheed P-3 Orion américains. Le  dernier vol d'un Atlantic (ATL1) allemand a eu lieu le 20 juillet 2010.
- France : deux flottilles sont encore en activité, la 21F et la 23F sur la BAN Lann Bihoué. Elles sont constituées au 28 avril 2008 de 27 appareils ATL2 (14 en ligne[18] dont 1 basé à Dakar et 1 à Djibouti) à la suite de la perte du M10 due à une sortie de piste le 22 janvier 2007[19]. Au 10 juin 2015, on compte 22 appareils, 15 ont été modernisés (8 à la Flottille 21F de Nîmes et 7 à la Flottille 23F de Lann-Bihoué). Ils devraient être maintenus en service jusqu'en 2032[20]. Un premier appareil sera mis en vente en 2028[21].
- Italie : la Marina militare a reçu un total de 18 appareils et a retiré ses Atlantic du service, auparavant intégrés aux flottilles 86° Gruppo Antisomergibili (groupe anti sous-marins) et 88° Gruppo Antisomergibili, basées à Cagliari-Elmas et à Catane-Sigonella. Ils sont alors intégrés à l'aviation militaire italienne, quatre en service à la fin de 2015[22] qui ont été retirés du service le 27 septembre 2017. La flotte a effectué un total de 260 000 heures de vol et le record d'endurance est de plus de 19 heures[23].
- Pakistan : la Marine pakistanaise possède 2 ou 3 appareils formant le Squadron 29, basé à Sharea-Faisal, Le 10 août 1999, un Br 1150 Atlantic de la marine pakistanaise est abattu par 2 MiG-21 indiens causant la mort de ses 16 membres d'équipage. L'un des deux MiG-21, piloté par le commandant P.K. Bundela, tire un missile à infrarouges R-60, qui atteint le moteur gauche de l'appareil et le fait partir en vrille, au-dessus d'un marais maritime à la frontière entre l'Inde et le Pakistan[24],[25].
- Pays-Bas : à partir de 1969, l'Aéronautique navale néerlandaise a eu 9 Atlantic intégrés dans le VSQ 321 stationné dans la base aéronavale de Valkenburg (Hollande-Méridionale). Trois sont accidentés (en 1973, 1978 et 1981), les autres sont retirés du service temporairement en 1981 et définitivement en 1984, puis vendus à la France en 1985.

## Projet avorté de l'Atlantique 3 (ATL3)
Serge Dassault lors du salon du Bourget de juin 1995 annonce l'étude d'un nouvel avion Atlantic 3 (ATL3), bimoteur de la classe des 50 tonnes. Basé sur les caractéristiques qui ont fait le succès de la famille ATL1 et ATL2, l’ATL3 n’en serait pas moins un système d'armes entièrement nouveau ; en plus d’une nouvelle motorisation et d’une perche de ravitaillement en vol optionnelle, l’ATL3 disposerait d’un système d’armes de nouvelle génération, d’un poste de pilotage moderne adapté au pilotage à deux. Les informations de vol et de gestion de systèmes sont fournies de façon indépendante aux deux pilotes par l’intermédiaire de six écrans à cristaux liquides. Ceux-ci permettent également d’afficher la situation tactique ainsi que les images transmises par le système électro-optique (FLIR…) ou par le radar. Dassault Aviation présente ainsi un système d’armes moderne de patrouille maritime. La cellule de l’ATL3 serait, comme celle de l’ATL2, produite par le consortium européen SECBAT. Les moteurs de nouvelle génération Allison AE2100H entraînent des hélices Dowty six pales, en composite à fibres de carbone. Ces nouveaux moteurs fournissent une puissance supérieure de près de 10 % à celle des moteurs des ATL1 et ATL2, tout en offrant un gain de consommation allant jusqu’à 15 % offrant une amélioration des performances, de l'autonomie et une réduction du coût d'exploitation. Le système de mission serait basé sur une architecture distribuée avec des bus numériques redondants à haut débit, déjà qualifiés, facilitant l’intégration et le traitement des informations provenant des capteurs et des moyens de communication de technologie avancée. Il gérerait également la mise en œuvre des armements et offre de grandes possibilités d’évolution. L’équipage de base comprendrait huit personnes : deux pilotes, un coordinateur tactique et son adjoint (transmissions et navigation), deux opérateurs radar/ESM, deux opérateurs acoustiques. L’installation de postes de travail optionnels supplémentaires en tranche tactique serait possible si nécessaire.
À la suite d’un appel d’offres du ministère de la Défense britannique pour le remplacement des avions de patrouille maritime Hawker Siddeley Nimrod dans la Royal Air Force, Dassault Aviation remet une offre basée sur l’ATL3 à l’été 1995. À partir de cette date, il ressort des diverses rencontres et réunions avec les responsables du programme au sein du ministère britannique que la solution recherchée par les utilisateurs repose sur un avion patrouilleur quadrimoteur de la classe 80/100 tonnes. Ce projet débouchera sur une rénovation des Nimrod qui, trop onéreuse, ne sera pas menée à bout. Compte tenu de cette situation, Dassault aviation décide de cesser le projet ATL3 en janvier 1996 et de reporter tous ses efforts sur le programme de remplacement des ATL1 initié conjointement avec l’Allemagne et l’Italie. L'Allemagne choisira finalement l'acquisition de Lockheed P-3 Orion d'occasion et l'Italie la commande d'ATR 72 livré à partir de 2016, et aucun ATL3 ne sera construit.

## Remplacement
En 2018, un accord de coopération militaire est signé entre la France et l'Allemagne, comprenant plusieurs projets de développement de nouveaux équipements militaires, dont le programme Maritime Airborne Warfare System (MAWS), qui doit remplacer à l'horizon 2030 les Atlantique 2 français et les P-3 Orion allemands. À la suite de tergiversations allemandes et finalement à l'achat de Boeing P-8 Poséidon par ce pays, le programme est abandonné en 2021,.
En 2023, la France lance une compétition pour remplacer ses Atlantique 2. Les deux concurrents sont Airbus Defence & Space qui propose le A321MPA, dérivé de son avion civil A321XLR, et Dassault Aviation avec une version militaire de l'avion d'affaires Falcon 10X. Finalement, début 2025, c'est l'offre d'Airbus qui est retenue par le ministère des Armées ; la DGA signe un contrat pour une étude de levée de risques avec Airbus Defence and Space, mandataire, et Thales en co-traitance. La capacité d’emport de munitions, comme le Futur missile antinavire (FMAN) et la possibilité d’embarquer un second équipage pour les missions de longue durée, semble avoir été un critère déterminant pour le choix de l’A321MPA, même si son coût atteint une centaine de millions d’euros.

## Autres caractéristiques

### Moteurs
Le Tyne Mk.21 est un turbopropulseur mixte. Il est composé d'un compresseur BP à 6 étages, d'un compresseur HP à 9 étages, d'une chambre de combustion annulaire, avec 10 tubes à flamme, d'une turbine HP d'un étage, d'une turbine BP à 3 étages. C'est une variante du Tyne Mk.22 équipant l'avion de transport tactique franco-allemand C-160 Transall.
Prix unitaire : 1 375 000 €
Caractéristiques :
- Puissances :
  - Disponible sur l'arbre :  5 740 ch
  - Fournie par la turbine HP : 6 900 ch
  - Fournie par la turbine BP : 9 850 ch
  - Absorbée par le compresseur HP :  5 000 ch
  - Absorbée par le compresseur BP : 3 950 ch
  - Poussée résiduelle : 500 daN au sol, décroit avec la vitesse et l'altitude
- Taux de compression total : 13,6 : 1
- Débit initial : 20 kg/s
- Réducteur : 
  - Type : épicycloïdal à 2 étages
  - Rapport de réduction : 15,625 : 1
- Hélice :
  - Nombre de pales : 4
  - Diamètre : 4 877 mm
  - Poids : 480 kg
  - Butée :
    - Petit pas vol : 14°
    - Drapeau : 84°
    - Reverse : -17°

  - Vitesse maximale : 971 tr/min

### Groupe auxiliaire de puissance
L'Atlantique est équipé d'un groupe auxiliaire de puissance Astadyne AST 600 1A1.

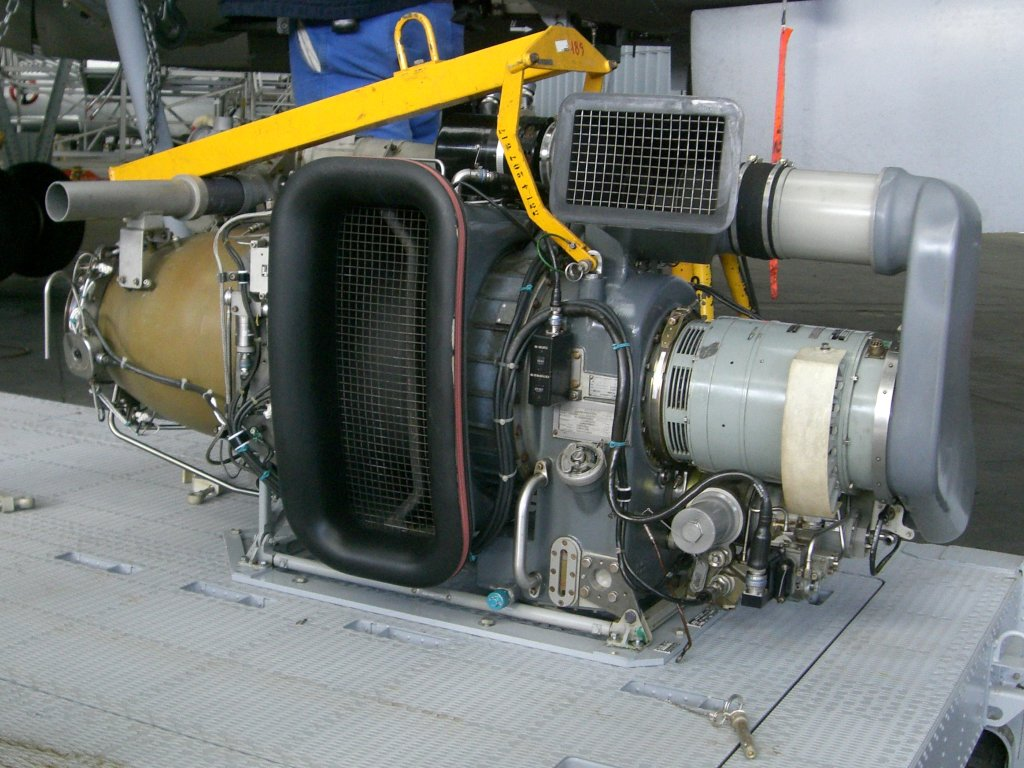
Le GAP Astadyne AST 600 1A1 (la pièce jaune est un dispositif utilisé pour le levage, et ne fait pas partie du GAP)

Il est composé d'un compresseur centrifuge, d'une chambre de combustion annulaire avec une rampe d'injection centrifuge, d'une turbine axiale à trois étages, d'un compresseur de charge (destiné à alimenter les démarreurs pneumatiques des turbopropulseurs, et pour assurer la pressurisation au sol), et d'un alternateur.
Caractéristiques :
- Puissance : 60 kW
- Consommation : 130 litres/h
- Prix unitaire : 352 583,66 €

## Galerie photographique

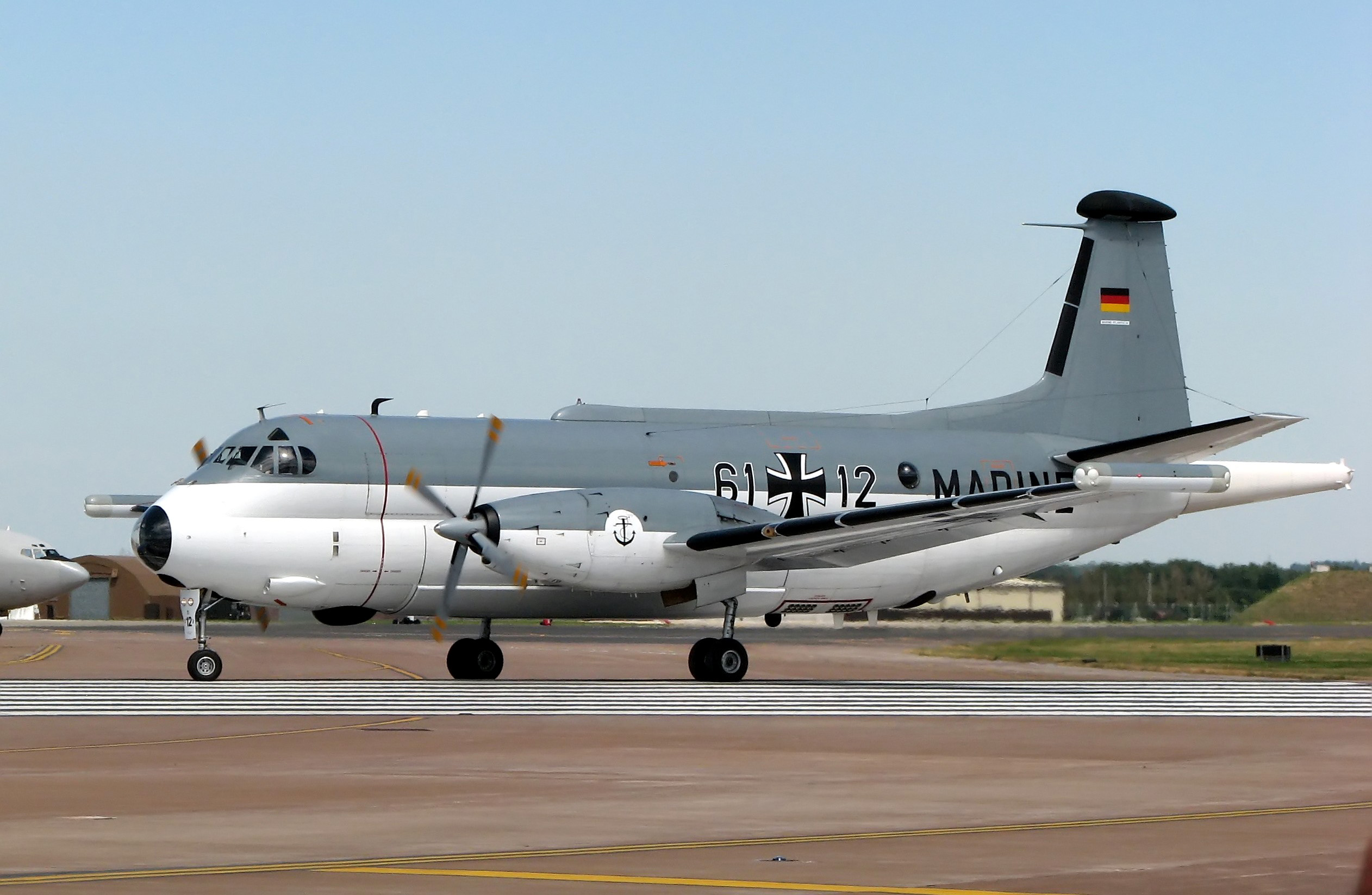
Breguet Atlantic Br 1150 de la marine allemande, en 2006.
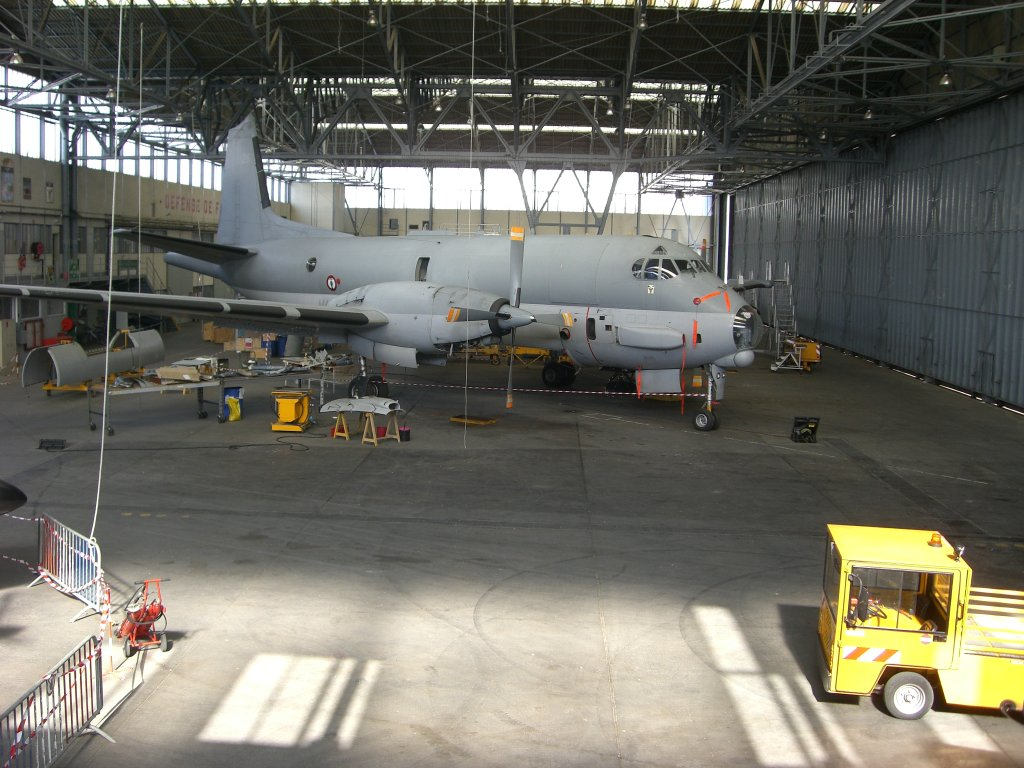
L'Atlantique 2 no 26 (M 26) en maintenance dans le hangar H1 de la BAN Nîmes-Garons
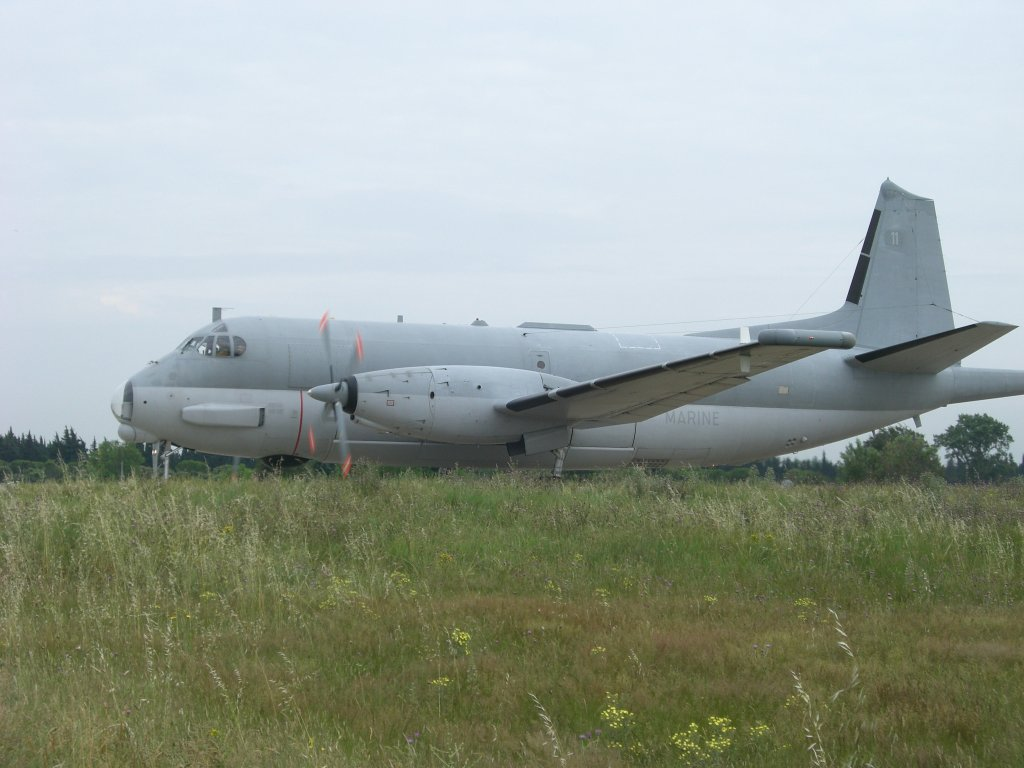
L'Atlantique 2 no 11 (M 11) au roulage à la BAN Nîmes-Garons
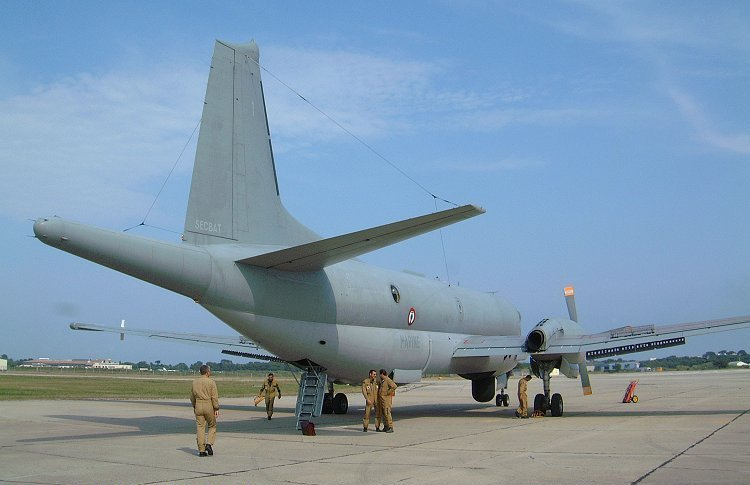
L'Atlantique 2 no 1 (M 1) sur la bAN Hyères Le Palyvestre avec son détecteur d'anomalie magnétique placé sur la queue de l'appareil (5 juillet 2001)
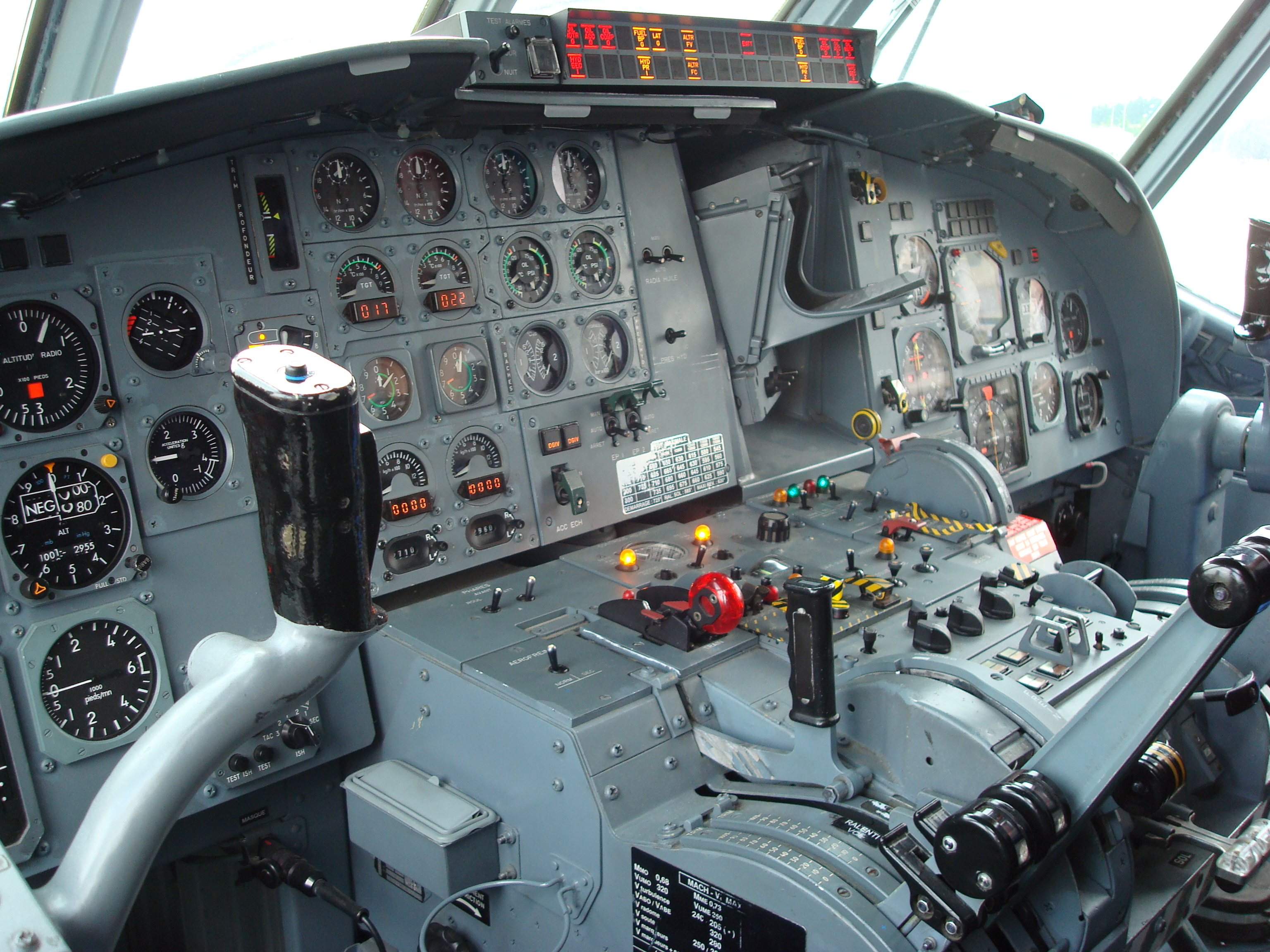
Cockpit d'un Atlantique au parking à la BAN Nîmes-Garons
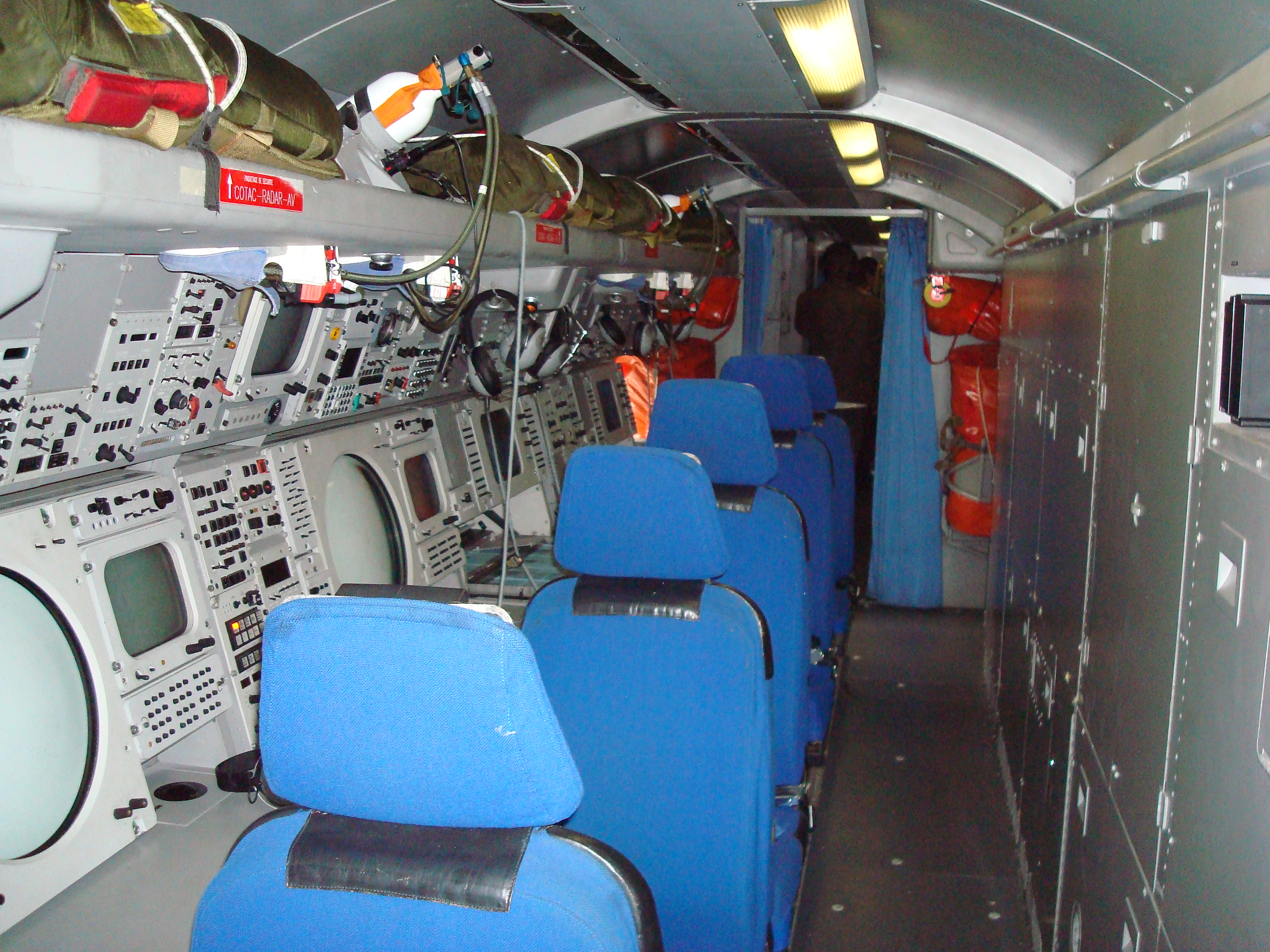
Console des opérateurs d'un Atlantique au parking à la BAN Nîmes-Garons
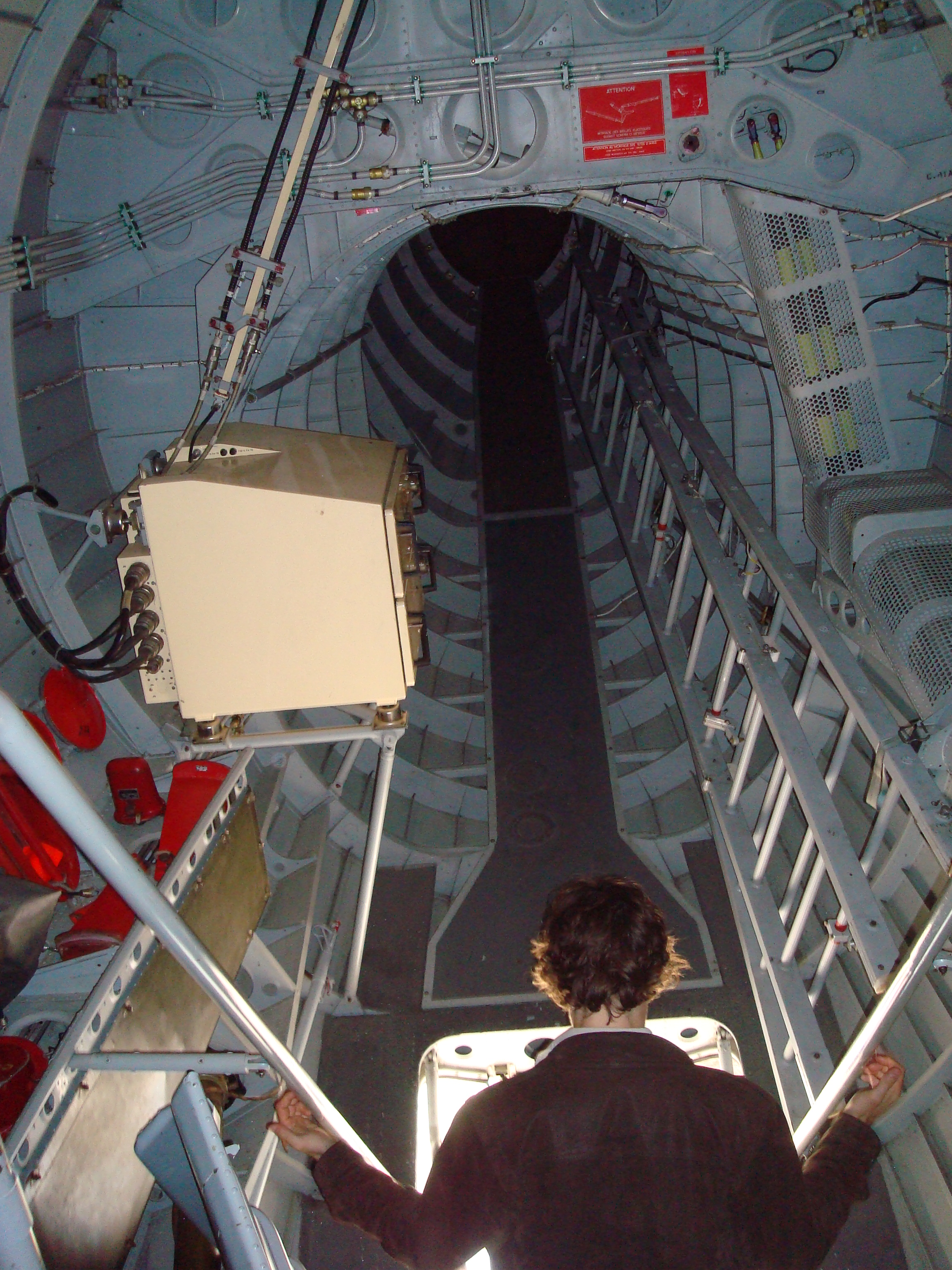
Sortie arrière et zone arrière non pressurisée
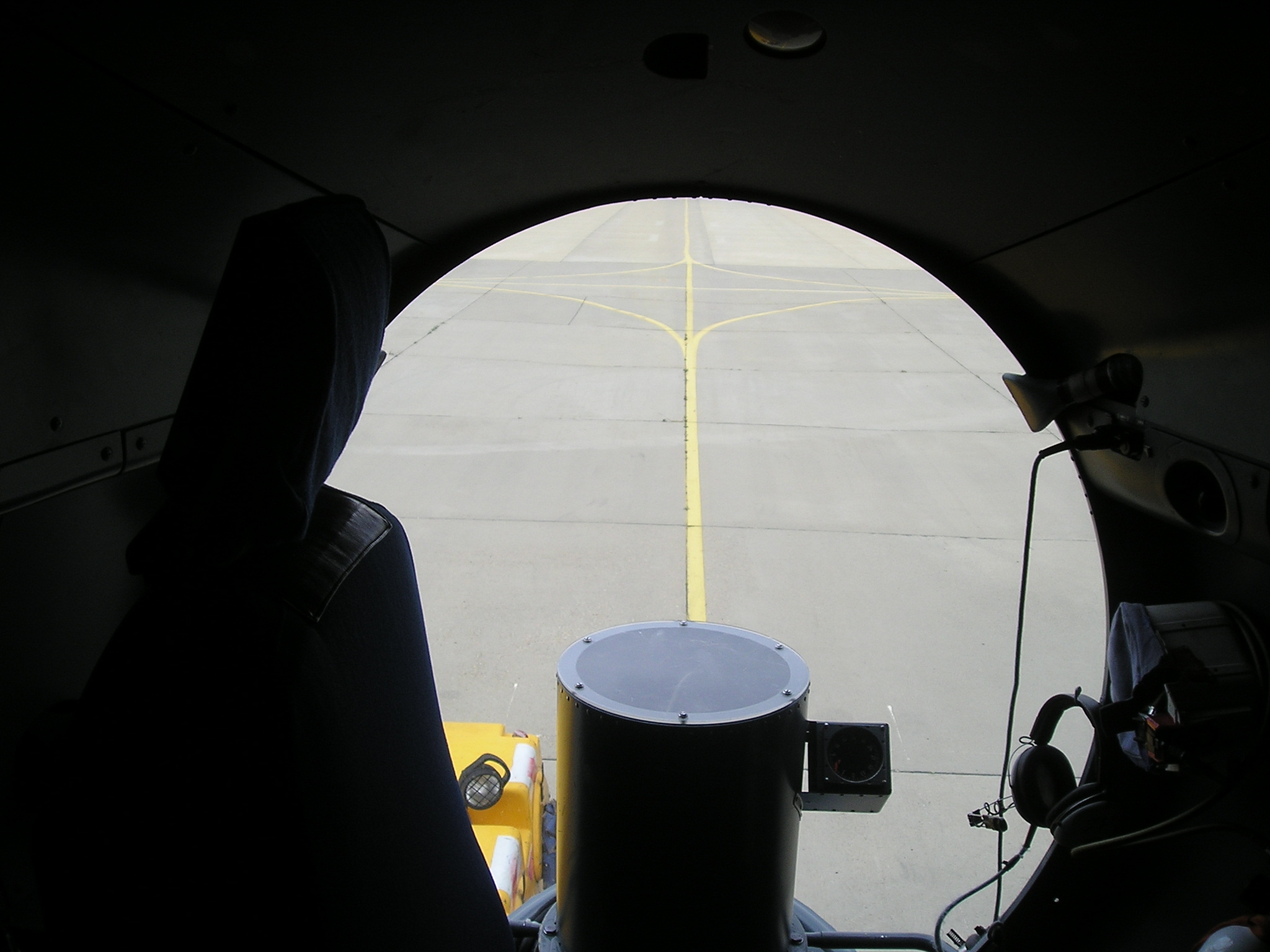
Nez vitré de l'observateur avant de l'Atlantique 2
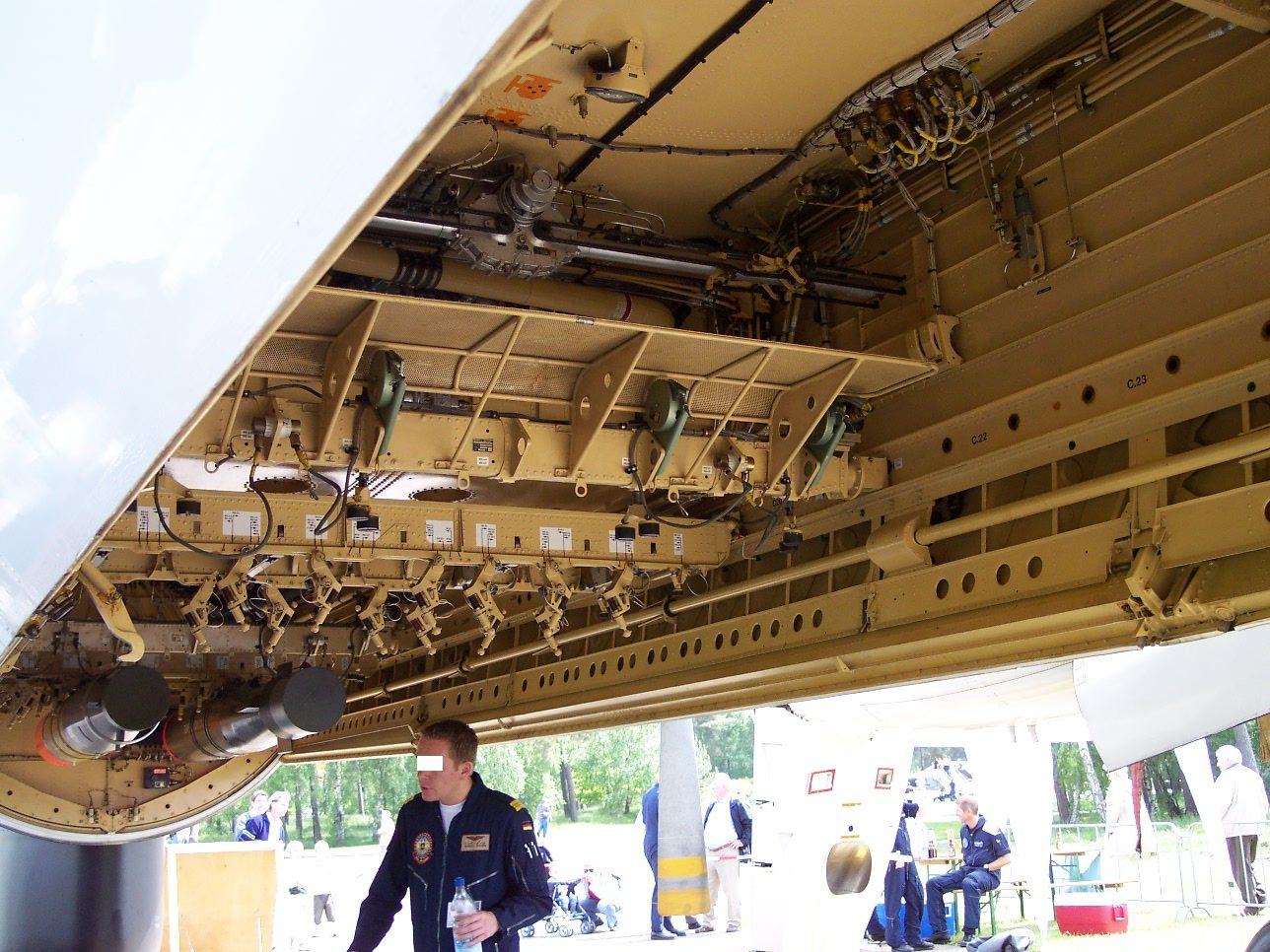
Soute d'ATL1 avec torpilles